# 红尾歌鸲
红尾歌鸲（学名：Larvivora sibilans）为鶲科鴝鳥屬的鸟类，俗名红腿欧鸲。是一種小型雀形目鳥類。其繁殖範圍從西伯利亞南部和鄂霍次克海延伸到華南及東南亞。

## 分類
紅尾歌鴝過去曾被歸類於鴝屬Luscinia。2010年發表的一項大型分子系統發育學研究發現Luscinia並非單系群，因此該屬被拆分，紅尾歌鴝與其他物種被移至重新使用的鴝鳥屬（Larvivora）。 紅尾歌鴝在基因上最接近棕頭歌鴝（Larvivora ruficeps）。這兩個物種與日本歌鴝（Larvivora akahige）及琉球歌鴝（Larvivora komadori）組成一個姐妹群。
屬名Larvivora來自新拉丁語larva（毛毛蟲）和-vorus（食用），意指食毛毛蟲，而sibilans是拉丁語中「鳴聲」的意思。

## 形態
紅尾歌鴝的大小與歐亞鴝相似，體長約14 cm（5.5英寸）。其上半身呈灰褐色，下半身從灰色到白色，喉部和胸部有顯著的斑點。牠的臀部和尾巴呈亮紅褐色，兩側呈黃褐色，眼周有白色環，臉頰有明顯的黃褐色條紋。下喙稍微上翹，喙為棕黑色，雙腿為粉灰色。雌鳥外觀與雄鳥相似，但顏色稍淡。幼鳥與成鳥相似，但羽毛帶有赭色。

## 分布與棲地
分布于西伯利亚、日本、朝鲜、老挝以及中国大陆的内蒙古、东北、辽宁、河北、山东、江苏、福建、西藏、云南、广西、广东、海南等地，多栖息于林木稀疏而林下灌木密集的地方以及主要在地上和接近地面的灌木或树桩上活动。该物种的模式产地在澳门。
紅尾歌鴝是一種遷徙性食蟲鳥類，繁殖於亞洲東北部的泰加林，南至蒙古，冬季則遷徙至東南亞和華南。牠們是歐洲的罕見迷鳥，首次於2004年10月在蘇格蘭費爾島被記錄，之後於2006年1月在波蘭、2011年和2013年在英格蘭諾福克，以及2012年在丹麥再度被觀察到。
牠們的棲地主要為針葉林及落葉林，尤其是雲杉和冷杉混生柳樹、赤楊、樺木、白楊和梅樹的濕潤林地。牠們通常生活於低地，但有時可在海拔達1200米的高地出現。冬季則棲息於森林、零星樹木區、灌木叢、公園和花園中。

## 行為
紅尾歌鴝行為隱蔽，常藏於樹枝間，且靜止不動。牠們是食蟲性鳥類，主要以螞蟻、甲蟲、蜘蛛及其他無脊椎動物為食，經常以特有的方式撥動尾巴。
繁殖期在6月至7月，巢呈杯狀，常築於樹洞或樹樁上，接近地面，材料主要為枯葉、草和苔蘚。通常每窩有5至6枚蛋，顏色為淺藍色或帶有藍灰色斑點。雛鳥在8月底左右離巢，遷徙於11月到達香港附近，冬季在泰國、寮國和越南過冬。

## 狀態
紅尾歌鴝被國際自然保護聯盟（IUCN）列為無危物種。其分布範圍非常廣泛，且範圍內數量似乎相當普遍，種群穩定。